# Nicolae Rădulescu-Lemnaru
Nicolae Rădulescu-Lemnaru  (n. 14 octombrie 1908, Sălciile, județul Prahova – d. 2007, Ploiești) a fost un scriitor român.

## Biografie
Pronimicul „Lemnaru” l-a primit de la strămoșii săi, din Maramureș, refugiați la Mireș, apoi Inotești și Sălciile.
Licențiat în Matematică (UB). Profesor de matematică la diferite școli din Ploiești. Colaborează la Satul, Universul literar, Colocvii, Miorița, Presa, la periodice din acea vreme și în presa pentru copii și tineret. Face parte din colectivele care pun bazele cenaclului literar Lectura (1944) și ale revistelor Miorița (1931), Școala Prahovei (1932), Opinia liberă (1944). Scrie versuri, romane istorice sau de actualitate, proză scurtă, poezii și proză pentru copii. 
Viața profesorului de matematică Nicolae Rădulescu-Lemnaru a căpătat noi valențe în timpul celui de al doilea război mondial. 
Căpitanul Nicolae Rădulescu-Lemnaru a oglindit în scrierile sale temele istorice și evenimentele din război. Pentru faptele sale de arme a fost decorat cu ordinul Coroana României, medalia Eliberarea de sub jugul fascist și medalia Crucea Comemorativă al celui de al doilea război mondial și a primit titlul de Cetățean de Onoare al Municipiului Ploiești. 

## Opera

### Proză
- Figurine, 1935
- Strămoșii, 1936
- Ruinele castelului, Editura Militară 1972
- Fiica lui Zoltes, Editura Eminescu 1975
- Zăpezile, Editura Eminescu 1978
- Povestea caporalului Filip, Editura Eminescu 1980
- Burebista, Editura Eminescu 1982
- Povestiri din veac în veac, Editura Ion Creangă 1984

### Literatură pentru copii
- Ursuleții lui Radună, Editura Ion Creangă 1973
- Mălin, feciorul codrului, Basme și povestiri, Editura Ion Creangă 1975
- Povestea coifului tracic, Editura Ion Creangă 1991
- Iepurele cel isteț. Vitejii, Editura V&I Integral 1993

### Schițe umoristice
- Teorema celor trei perpendiculare, Editura Litera 1989

### Poezii
- Primăvară tîrzie, Editura pentru Literatură, 1968